# Imperium tybetańskie

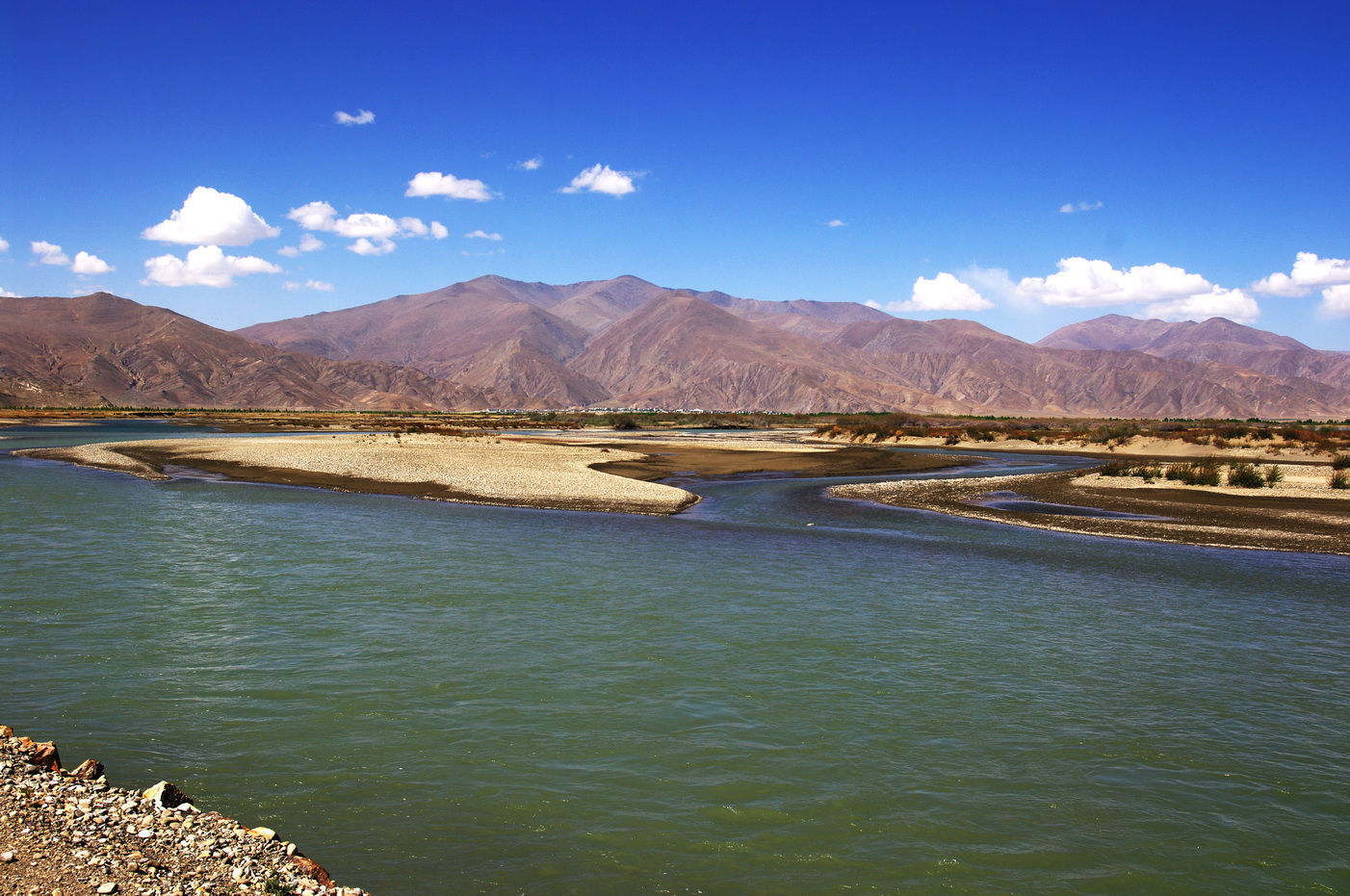
Dolina Jarlung w pobliżu Lhasy, matecznik tybetańskiej państwowości

Imperium tybetańskie – wczesny okres w historii Tybetu, który rozpoczął się wraz z powstaniem pierwszego państwa tybetańskiego w VII wieku n.e., i zakończył się jego późniejszym o dwieście lat rozpadem. Tybetańska państwowość mogła poszczycić się w tym czasie największym w historii zasięgiem terytorialnym i niespotykaną w wiekach późniejszych potęgą militarną.
VII wiek n.e. był okresem symultanicznego wzrostu trzech wielkich imperiów azjatyckich, cesarstwa chińskiego pod panowaniem dynastii Tang, ekspansji arabskiej oraz imperium tybetańskiego. Wszystkie one spierały się o wpływy w rejonach przebiegu niezwykle dochodowego jedwabnego szlaku oraz odcisnęły trwałe piętno na historii i kulturze Azji Centralnej. Wielkim nieobecnym tej rywalizacji były rozbite politycznie, w wyniku najazdu Heftalitów, Indie.
Historia złożonych relacji chińsko-tybetańskich rozpoczęła się właśnie w tym okresie i o ile we wzajemnych kontaktach kulturowo dominowały Chiny, o tyle militarnie górą pozostawali Tybetańczycy. To właśnie potęga Chin, które za dynastii Tang przeżywały swój okres klasyczny, jest miarą znaczenia tybetańskiego dorobku. Sławny dyplomata i tybetolog Hugh E. Richardson stwierdził, że mając na uwadze ich polityczną równorzędność, ...osiągnięcia tybetańskiej państwowości powinny być rozpatrywane w perspektywie, charakterystycznej dla tego okresu siły i wielkości cesarstwa chińskiego.
Powszechnie przyjmuje się, iż podstawą tybetańskiego sukcesu było zażegnanie konfliktów klanowych w I poł. VII wieku. Negatywnym skutkiem tego wewnętrznego kompromisu był jednak znaczny wpływ wielkich rodów na bieg spraw państwowych. Wraz z rosnącym terytorium i umacnianiem się pozycji władcy taka struktura zaczęła zawodzić, dlatego też w celu zrównoważenia rodowych wpływów, coraz większą rolę w systemie sprawowania władzy zajmowali dobrze wykształceni buddyjscy mnisi. Zlekceważenie przywiązania do tradycji oraz narastająca frustracja doprowadziły ostatecznie do katastrofy i fragmentacji imperium (połowa IX wieku).

## Wyżyna Tybetańska w okresie przedhistorycznym
W wyniku dziewiętnasto- i dwudziestowiecznych badań lingwistycznych plemiona zamieszkujące tereny dzisiejszego Tybetu w okresie przedhistorycznym zakwalifikowano do ludów posługujących się językami z grupy tybeto-birmańskiej. Badania genetyczne przeprowadzone w XXI wieku wykazały, że ich pierwotna siedziba to chiński Syczuan, z którego terenów w okresie neolitu nastąpiła intensywna migracja w kierunku zachodnim. 
Ze względu na specyficzną, dwudziestowieczną historię polityczną Tybetu, przez długi czas niemożliwe było przeprowadzenie badań umożliwiających poznanie w sposób naukowy kultur archeologicznych. Jedynymi, znanymi pozostałościami kultury materialnej ludów zamieszkujących Wyżynę Tybetańską były w tej sytuacji megality, w formie kopców, dolmenów i menhirów, rozciągające się szerokim pasem od regionu zachodnich Himalajów, przez całą wyżynę aż do miejscowości Amdo, w prefekturze Nagqu, w północno-wschodniej części kraju. Sytuacja zaczęła się zmieniać w latach 80, kiedy rozpoczęto na szerszą skalę badania archeologiczne, a pod koniec lat 90. pojawiły się pierwsze zachodnie ekspedycje naukowe. Wyniki prac, ze względu na ograniczony zakres oraz dosyć krótki okres ich prowadzenia, nie są jeszcze wystarczające do stworzenia satysfakcjonującego opisu czasów prehistorycznych.
W tej sytuacji nieocenione pozostają starochińskie źródła pisane inskrypcje z kości wróżebnych oraz Księga dokumentów (najwcześniejsze pochodzą z czasów dynastii Shang 1600 p.n.e. do 1046 p.n.e.), które zawierają informacje o zamieszkujących zachodnie rubieże państwa chińskiego ludach Qiang, utożsamianych przez nowożytną historiografię z przodkami współczesnych Tybetańczyków (Qiang lub Cziang w wolnym tłumaczeniu oznacza pasterza). Plemiona te pozostawały w rozdrobnieniu, a najprawdopodobniej największa ich koncentracja znajdowała się na Wyżynie Tybetańskiej. Liczne wojny jakie Chińczycy z nimi prowadzili, nie przeszkadzały im w wykorzystywaniu tych grup w roli sprzymierzeńców w walkach frakcyjnych (Przemowa przed bitwą pod Muye). 

## Państwo Szangszung

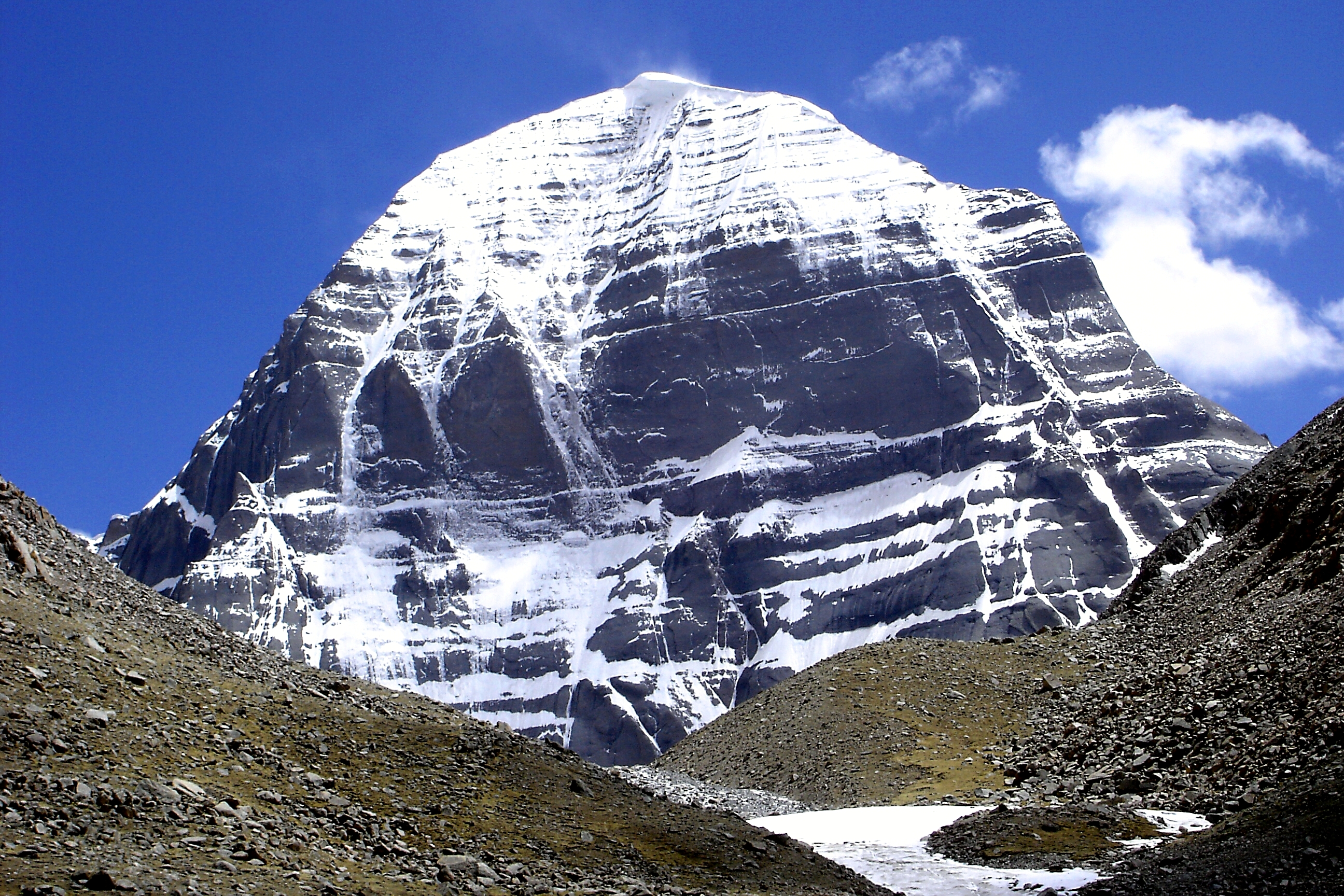
Święta góra Kajlasz

W okresie panowania chińskiej dynastii Han (200 p.n.e. – 200 n.e.) plemiona zamieszkujące Tybet rozpadły się na dwie grupy, zachodnich Ti oraz właściwych Qiang szybko ulegających sinizacji (ich potomkowie to zamieszkująca Syczuan grupa etniczna o tej samej nazwie). Ti z kolei wyodrębnili się z ludów Qiang poprzez stopniowe przesuwanie się poszczególnych grup i plemion w kierunku centralnego i zachodniego Tybetu, a pozostając przez dłuższy czas pod wpływem ludów koczowniczych Azji Centralnej wykształcili znaczną odrębność kulturową. W źródłach chińskich z czasów dynastii Sui nazywani są Tufan i zgodnie z chińskim przekazem ich legendarnym przodkiem był Tufa syn Tuoba (tym mianem określano lud Tuoba, który ok. IV wieku założył w Chinach północną dynastię Wei). Możliwe, że legenda ta jest właśnie echem ujarzmienia zachodnich Qianq przez ludy tureckie.
Pierwszym organizmem państwowym powstałym na terenie Wyżyny Tybetańskiej było Szangszung (Wylie zhang zhung) datowane na ok. 500 p.n.e. do 600 n.e. Stworzyli je zachodni Qiang, mówiący językiem podobnym do dzisiejszego tybetańskiego, na płaskowyżu Czangtang (Byang-thang), w pobliżu świętej góry Kajlasz. Ich największym wkładem w kulturę późniejszego państwa tybetańskiego była, mająca swe korzenie w szamanizmie rodzima religia bön. Państwo Szangszung przez stulecia pozostawało łącznikiem, przez który na Wyżynę Tybetańską przedostawały się wpływy perskie, sogdiańskie i hellenistyczne. Od początków XXI wieku pozostałości ich kultury materialnej są intensywnie opisywane przez zachodnie ekipy badawcze.

## Początki imperium
Według legendy pierwszy władca Tybetu O-lde spu-rgjal zstąpił z niebios (informują o tym inskrypcje grobowe króla Sadnalegsa (799–815) w Lhasie oraz tekst traktatu tybetańsko-chińskiego 821-822). W innej wersji pierwszym władcą był Niatri Cenpo (Wylie gNya'-kri btsan-po) indyjski książę-wygnaniec, który przeszedłszy Himalaje od strony świętej góry (Wylie Yar-lha-sham-po) natrafił na dwunastu Tybetańczyków oddających hołd miejscowym bóstwom. Nie mogąc się z nimi porozumieć wskazał na szczyt z którego zszedł, a modlący się Tybetańczycy słysząc obcy język i widząc człowieka wskazującego w górę uznali go za syna bogów. Zgodnie z legendą po Niatri Cenpo rządziło jeszcze kilkudziesięciu jego potomków.

### Songcen Gampo (620–650)

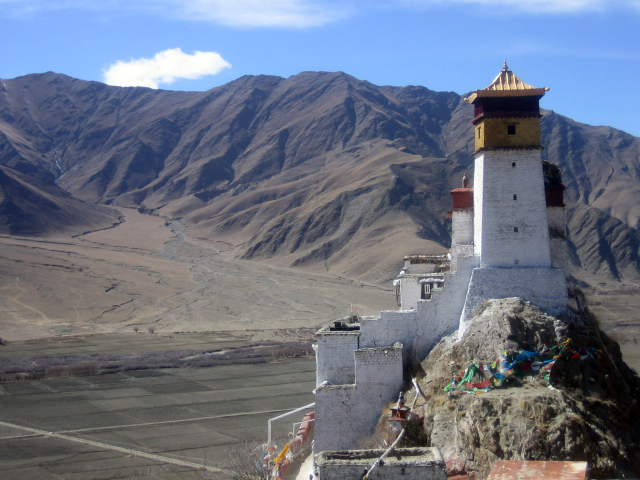
Zamek Jumbulagang. Zgodnie z legendą pierwsza siedziba tybetańskich władców

Zjednoczenie rozproszonych klanów południowo-wschodniej części Wyżyny Tybetańskiej dokonało się za panowania Namri Srongcana (Wylie gNam-ri srong-brtsan, znanego również jako Namri Loncen), przywódcy klanu Jarlung (Wylie Yar-klung-spu-rgyal), który wykorzystał bunt wasali przeciwko państwu Szangszung i zbudował silną domenę w dolinie rzeki Jarlung Cangbo (Yarlug Tsangbo to tybetańska nazwa Brahmaputry). 
Po jego śmierci wybuchła kolejna rebelia, tym razem przeciwko władcom dynastii Jarlung, zduszona w zarodku przez energicznego następcę Namri Srongcana Songcen Gampo. Tradycja oraz nowożytna historiografia uznaje Songcen Gampo za właściwego fundatora tybetańskiego imperium, ponieważ to w czasie jego rządów, nowo powstałe państwo dokonało licznych podbojów przyłączając m.in. Szangszung, północno-wschodnie plemię Sumpa (Supi), Bailan i A-zha (pinyin Tǔyùhún) zamieszkujących rejon jeziora Kuku-nor. 
Szybka ekspansja Tybetu była pośrednio wynikiem niefortunnej polityki dyplomatycznej Chin, bowiem rodzina cesarska pragnąc pozyskać zaufanie rosnących w siłę sąsiadów skoligaciła się z władcami A-zha i zachodnich Turków, odmawiając tego przywileju Tybetańczykom. Księga Tang informuje, że tybetańska prośba o rękę jednej córek cesarza Tang Taizong została odrzucona, właśnie w wyniku interwencji na dworze cesarskim władców A-zha. Dla Songcen Gampo był to pretekst do podjęcia działań wojennych, w których Mongołowie musieli uznać wyższość Tybetu. Ekspansja na wschodnie pogranicze Chin, zamieszkiwane przez wspomniane wyżej, spokrewnione z Tybetańczykami plemiona Qiang, doprowadziła do zmiany stanowiska chińskiego dworu i wydania za Songcen Gampo jednej z cesarskich córek Wencheng (Wylie Mun chang kung co). Kolejną z żon tybetańskiego canpo była nepalska księżniczka Bhrikuti (Wylie Khri-btsun; znana również jako Besa), dzięki czemu Tybet otworzył się na wpływy cywilizacji indyjskiej. 

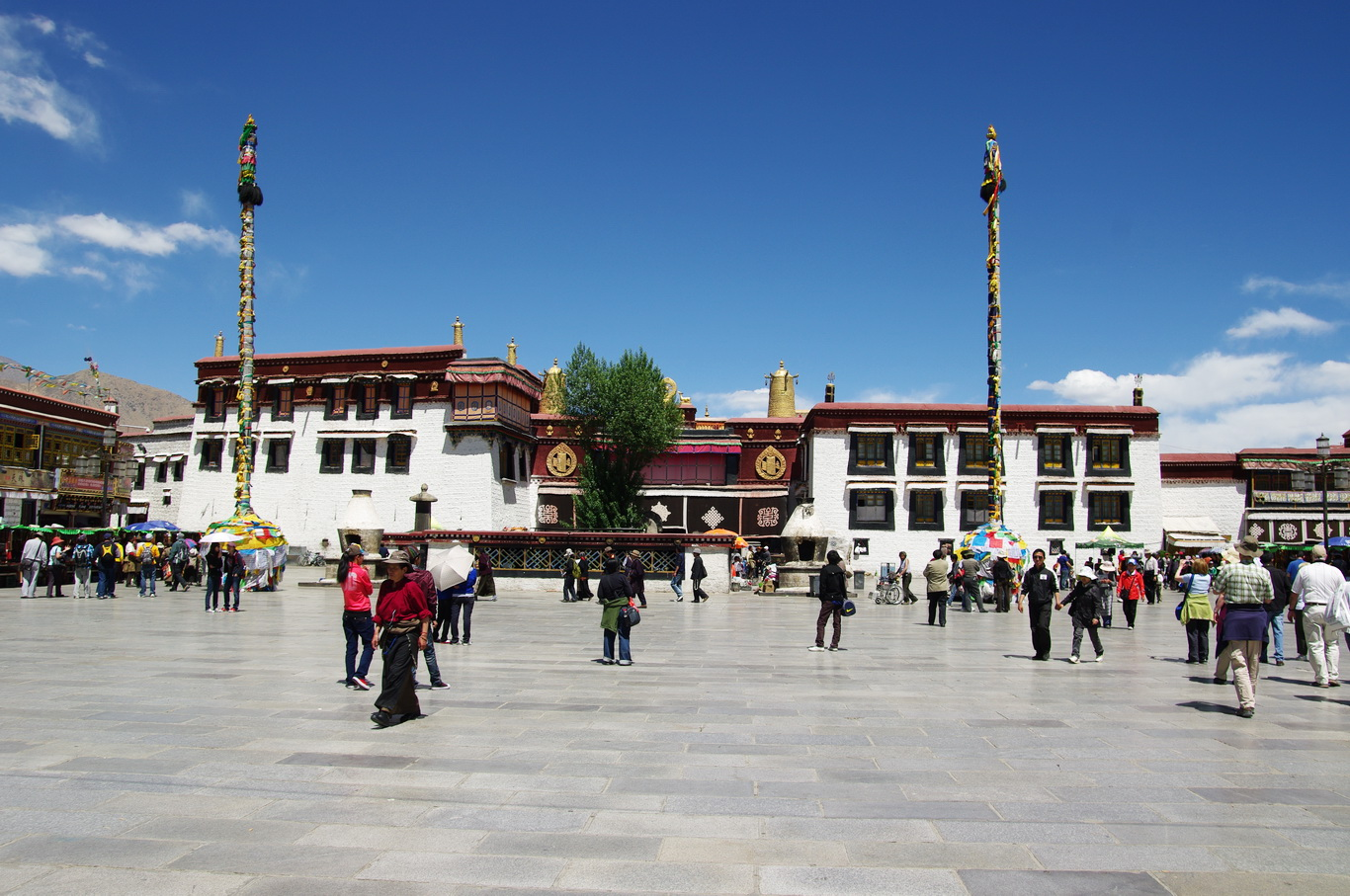
Świątynia Dżokang w Lhasie (zbudowana w 647, obecnie klasztor)

Fakt, iż obie małżonki tybetańskiego canpo (Wylie btsanpo władca) pochodziły z krajów buddyjskich miał istotny wpływ na rozprzestrzenienie się tej religii na Wyżynę Tybetańską. Dla nich to, zgodnie z tradycją, stolica państwa została przeniesiona z zamku Jumbulagang w dolinie Jarlung do Lhasy, gdzie około 647 zbudowano Dżokang, najstarszą buddyjską świątynię w Tybecie. Stała się ona miejscem przechowywania buddyjskich przedmiotów, w tym świętych posążków Buddy przywiezionych przez obie królewskie małżonki. 
Pokój jakim skutkowały małżeństwa przyniósł intensywną wymianę kulturową i gospodarczą, z oczywistą przewagą wpływów chińskich. Nepal stał się w tym czasie państwem wasalnym w stosunku do Tybetu, co można wnioskować z opisu misji dyplomatycznej chińskiego urzędnika Wang Xuanze do księstw indyjskich, która dostarcza informacji, o tybetańsko-nepalskiej interwencji zbrojnej w północnych Indiach ok. roku 647.
W kolejnych latach Songcen Gampo musiał zmierzyć się z poważnym kryzysem wewnętrznym i zdradą jednego ze starych współpracowników swojego ojca Kjungpo Pungsada (Wylie Khyung-po sPung-sad zutse). Pochodzący z państwa Szangszung arystokrata, próbował odbudować jego potęgę, a do spisku wciągnął „Wielkiego Ministra” Mjang Szangsnanga (Wylie Myang Mang-po-rje Zhang-snang). Tybetański canpo wykazał jednak dużą sprawność i bunt został szybko zażegnany. Wielki Songcen Gampo zmarł późną jesienią roku 649, lub na początku roku 650.

### Mangsong Mancen (ok. 650–676)

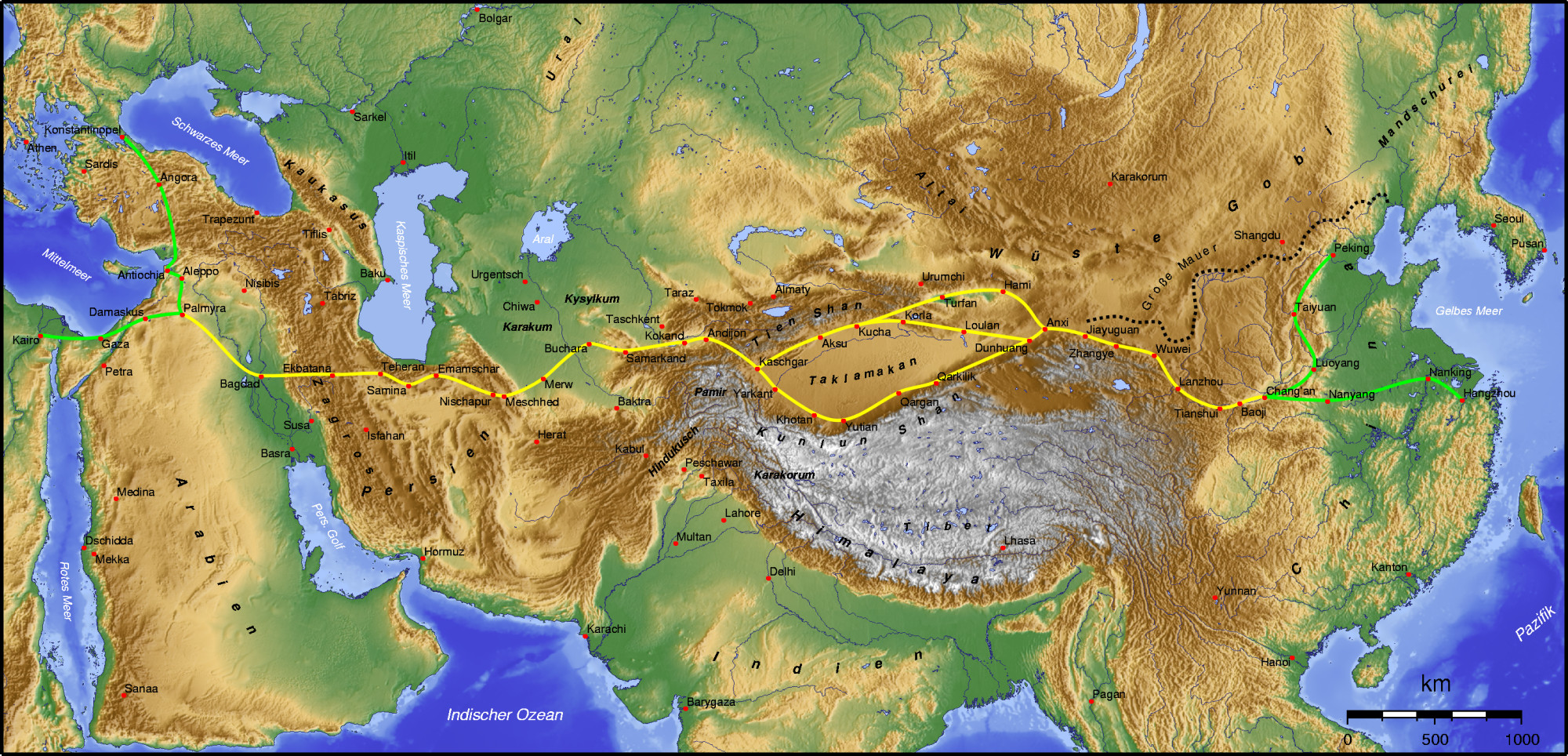
Jedwabny szlak

Prawowity następca Gungsong Gungcen (Wylie Gung-srong gung-brtsan) zmarł jeszcze za życia ojca, w wyniku czego po śmierci Songcen Gampo prawo do tronu odziedziczył jego niepełnoletni wnuk Mangsong Mangcen (Wylie Mang-srong mang-brtsan). Bezpośredni wpływ na rządy zyskał Wielki Minister Gar Tongcan (Wylie mGar sTong-brtsan), którego ród pozostał niezwykle wpływowy do końca VII stulecia.
Na czas rządów Mangsong Mancena przypada opanowanie rebelii A-zha oraz dalsze wielkie podboje kosztem Chin. Tybetańczycy wraz ze sprzymierzonymi Turkami (zachodnimi i wschodnimi) zdołali czasowo opanować region Chińskiego Turkiestanu, wraz oazami pustyni Takla Makan w Kotlinie Kaszgarskiej (670-692), a zmuszeni do wycofania się Chińczycy (przez region przebiegał jedwabny szlak) po powrocie w 692 ustanowili trzydziestotysięczny garnizon do jego obrony.

### Tridu Songcen (676–704), Trimalo (regencja 704–712) i Tride Tsukcen (712–755)
Kolejny władca Tridu Songcen (Wylie Khridus-srong Mang-po-rje) stłumił powstanie Szangszung i pozbył się pieczy klanu mGar. Powierzywszy zarząd nad krajem swojej matce Trimalo (Wylie Khri-ma-lod) rozpoczął nieudaną wojnę (z Chinami) podczas której zginął. Osierocił w ten sposób niespełna rocznego syna Tride Tsukcena (Wylie Khri-lde gtsug-brtsan). Regentką została babka małego następcy tronu, wspomniana Trimalo, która unikając wyboru Wielkiego Ministra panowała niepodzielnie aż do 712.
Po jej śmierci nastąpiła intronizacja ośmioletniego Tride Tsukcena, nazwanego w późniejszych latach Mesagconem (Wylie Mes-ag-tshoms, stary kudłacz). Poślubił on chińską księżniczkę Jincheng, córkę cesarskiego bratanka Li Shouli, księcia Yong, która musiała czekać w Lhasie na pełnoletniość małego canpo. Rządy Mesagcona przyniosły koligacje tybetańskiego dworu z tureckimi Turgieszami i zbliżenie z Kalifatem. Zgodnie z inskrypcją wyrytą na południowej stronie kolumny stojącej przed pałacem Potala, Mesagcon zginął w zamachu uknutym przez jego własnych, nielojalnych ministrów.

## Zenit potęgi i upadek

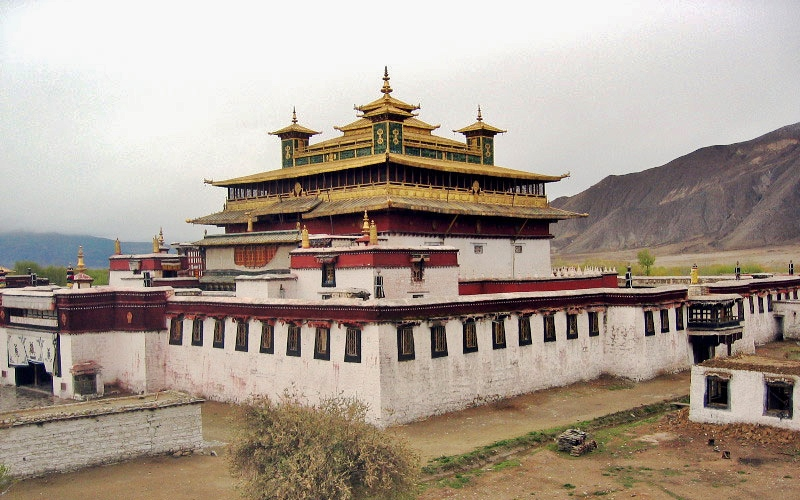
Samje. Najstarszy buddyjski klasztor w Tybecie, zbudowany ok. 779

### Trisong Decen (756–797)
Rządy Trisong Decena (Wylie Khri-srong lde-brtsan), który wstąpił na tron po śmierci zamordowanego ojca, były najświetniejszym okresem w historii imperium. Tybetańska ekspansja osiągnęła limit jaki wyznaczyły nie tylko czynnik natury demograficznej (niewystarczająca liczba żołnierzy), ale i politycznej (sojusz chińsko-arabski). Wprowadzone rozwiązania ekonomiczno-prawne oraz obecność wielkich nauczycieli zbudowały solidne podstawy pod rozwój buddyzmu. Umożliwiło to przetrwanie tej religii pomimo reakcji rodzimowierców po upadku państwa, w drugiej połowie IX wieku.
Pierwszym zadaniem nowego władcy było pozbycie się ciągle silnej opozycji arystokratycznej. W tym celu Trisong Decen wykorzystał wiarę w rodzimą magię. Aby poradzić sobie z odwiecznym problemem Wielkich Ministrów spreparowano przepowiednię wyroczni, która zapowiedziała liczne nieszczęścia, jeżeli dwóch najbardziej lojalnych doradców nie da się pogrzebać żywcem.
Kolejnym krokiem na drodze do konsolidacji państwa było zapewnienie sobie korpusu wykształconego i oddanego buddyjskiego kleru. W tym celu zaproszono do Tybetu wielkiego buddyjskiego nauczyciela Szantirakszitę, jednak jego pobyt spotkał się z opozycją kapłanów bön. W wyniku tego do Lhasy przybył słynny Padmasambhava (Guru Rinpocze), którego tantryczne nauki budziły mniejszy sprzeciw. W tym też czasie zbudowano pierwszy klasztor (Samje, Wylie bSam-yas, ok. 779) i przyjęto nowicjuszy. Buddyzm został uznany za religię państwową, a egzystencję mnichów zapewniono poprzez opodatkowanie wiernych.
W roku 756 Tybetańczycy zdobyli na Chińczykach Turfan, w 762 zajęli Gansu, a rok później stolicę Chin Chang’an (słynne Xi’an). W wyniku ucieczki cesarza Daizonga intronizowano własnego kandydata (który co prawda długo nie utrzymał się na tronie). Traktat pokojowy z 783 potwierdzał prawa Tybetańczyków do Wschodniego Turkiestanu, a kontrola nad jedwabnym szlakiem została utrzymana. Chińczycy zostali również zmuszeni do płacenia trybutu w wysokości 50 tys. rolek jedwabiu rocznie, a zwierzchność lenną wobec Tybetu uznali królowie indyjskich królestw Magadhy i Bengalu. Wobec rosnącej potęgi państwa tybetańskiego i penetracji przez wojska Trisong Decena Doliny Swat, doszło do sojuszu arabsko-chińskiego.

### Muné Cenpo (797–799), Sadnalegs (799–815) i Ralpaczen (815–836)

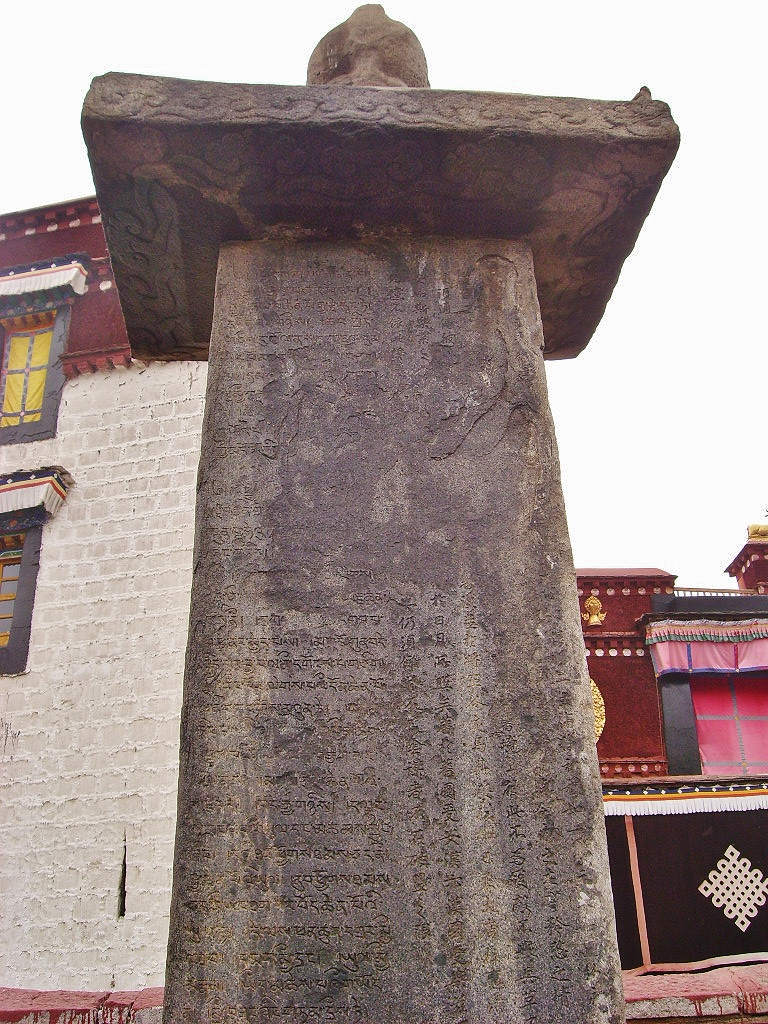
Stela z zapisem traktatu tybetańsko-chińskiego z 821–822 (świątynia Dżokang w Lhasie)

Wszystko wskazuje na to, że za przedwczesną śmierć Trisong Decena oraz jego następcy Muné Cenpo odpowiadała powiązana z arystokracją królowa matka (Wylie Tshe-spong-bza rMa-rgyal ldon-skar). Młody canpo kontynuując politykę ojca, dokonał konfiskaty części majątków klanowych i włączył je do zasobu dóbr królewskich (lub jak chce tradycja rozdzielił pomiędzy biednych). Postawiona pod murem arystokracja ważyła się rękoma królowej na najgorsze. 
Chociaż głównym powodem zbrodni było najprawdopodobniej zemsta możnowładców, legenda każe przypisywać motyw zabójstwa, miłości obu władców do tej samej kobiety. Zgodnie z nią stary król miał nakazać synowi ożenić się ze swoją ukochaną i młodą żoną (w Tybecie praktykowano poliandrię), aby uchronić ją przed zazdrością matki Muné Cenpo. Ta wolała zabić własnego męża i syna, niż pozwolić rywalce cieszyć się jej szczęściem. 
Rządy kolejnych dwóch władców Tride Songcana zwanego Sadnalegsem (Wylie Khri-lde srong-btsan) i Tridug Decena zwanego Ralpaczenem (Wylie Khri-gtsug ldebrtsan) upływały pod znakiem umacniania się nowej religii. Za rządów pierwszego ziścił się koszmar rodowej arystokracji ponieważ buddyjscy mnisi po raz pierwszy uzyskali wpływ na sprawy państwowe (jeden z nich Branka Palion (Branka dPal-yon) został nawet Wielkim Ministrem). W tym czasie potęga militarna imperium została nienaruszona, a Tybetańczycy oblegli odległą Samarkandę. 
Kolejny canpo Ralpaczen okazał się władcą słabym i niezainteresowanym sprawami państwa. Za jego rządów wpływy klasztorów wzrastały, mnożyły się nadania i rosła pozycja mnichów w rządzie. Pomimo faktu, iż cesarstwo nie odzyskało Wschodniego Turkiestanu, w roku 821 w stolicy Chin podpisano kolejny, potwierdzający przebieg granic traktat pokojowy. Tekst wyryto na trzech stelach, z których jedna z zapisem chińskim stanęła w Chang’an (Xi’an), druga w języku tybetańskim w Lhasie, a trzecia na granicy obu państw.

### Langdarma (836–842)
Rosnące wpływy buddyjskiego kleru i forsowanie siłą zasad nowej religii doprowadziły w końcu do przewrotu. Ralpaczen został zamordowany, a na tronie osadzono jego brata, znanego z niechęci do dharmy Langdarmę. Sytuacja odwróciła się, Wielkim Ministrem został przywódca buntu, a wpływ na władcę uzyskali kapłani bön domagający się przywilejów jakimi wcześniej cieszyli się buddyjscy mnisi. W kolejnych latach prześladowania buddyzmu nasiliły się, burzono świątynie i klasztory, a mnisi zmuszani byli do małżeństw lub wstąpienia do wojska. Sytuacji kres położył zamach, w wyniku którego Langdarma został zamordowany przez mnicha-eremitę. Wraz ze śmiercią ostatniego władcy dynastii Jarlung państwo tybetańskie weszło w okres rozbicia dzielnicowego.

## Administracja i sprawy gospodarcze
Na czele państwa tybetańskiego stał władca z tytułem spurgial po, określany również mianem canpo (sprul rgyal po oznacza posiadacza magicznych mocy, btsan po to podkreślenie aspektu chtonicznego władzy). Legendarni królowie Tybetu począwszy od boskiego O-lde spu-rgjala posiadali według tradycji łączność z niebem, a wierzenia te miały istotne znaczenie w procesie sakralizacji pozycji monarchy. Co ważne, w systemie sprawowania władzy canpo byli zaledwie pierwszymi wśród równych sobie arystokratów i przypuszczalnie tylko sankcja religijna uchroniła klan Jarlung, przed zmianami dynastycznymi w okresie małoletności niektórych władców.
Zgodnie z chińskim i tybetańskim przekazem źródłowym, pierwszy canpo dokonał szeregu reform administracyjnych i prawnych. Ich podstawą ideologiczną była wiara w tradycyjne, rozpoznawane przez religię bön moce. Pierwszą z nich był królewski majestat (nMga-thang), kolejną magia (dBu-ring), prawo religijne (chos) i władza polityczna (chab-srid). Tę ostatnią władca realizował poprzez dostojników, których hierarchia wzorowana była na systemie administracyjnym cesarstwa chińskiego. Najwyżsi rangą byli wasalni książęta oraz Wielki Minister, po nich ministrowie spraw wewnętrznych (nang-blon dosłownie wewnętrzny) i zewnętrznych (phyi-blon zewnętrzny). Minister „wewnętrzny” pilnował spraw dworu, a „zewnętrzny” relacji klanowych. O stopień niżej stali najwyższy sędzia (shal-ce-pa chen-po), minister do spraw budżetu (mngan-pon) i najwyższy księgowy (rtsis-pa-chen-po). Wszyscy na wzór chiński posiadali określoną rangę i odpowiadającej jej insygnia.

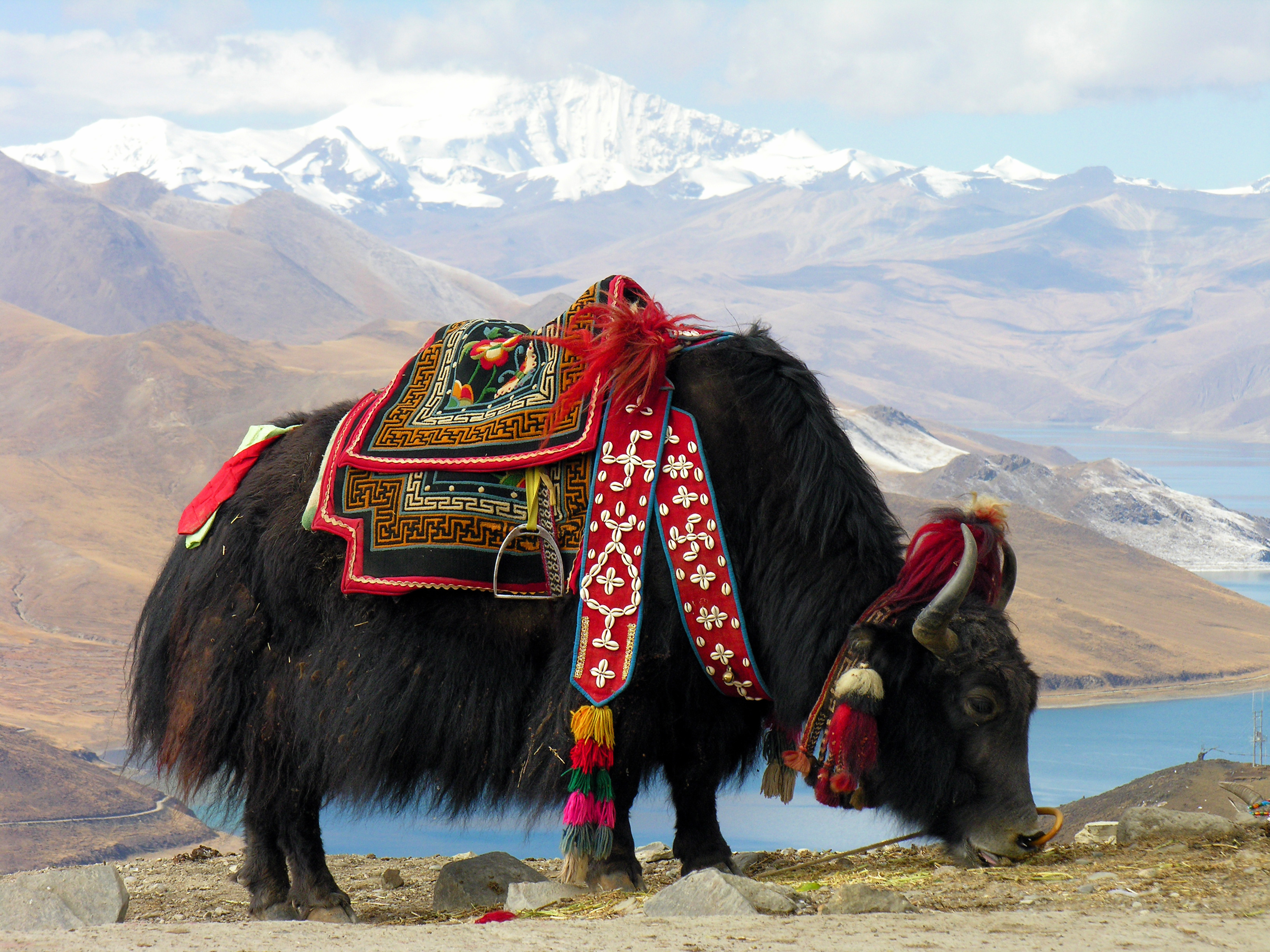
Tybetański jak

Kraj podzielony był na 5 ru (początkowo 3), a te na 61 wojskowo-administracyjnych stong-sde. Zajęcie jakiegokolwiek stanowiska wymagało złożenia przysięgi wierności starszemu stopniem. Stara tybetańska Kronika informuje o ustanowieniu w czasie rządów następców Songcen Gampo podręcznika wielkiej administracji (kodeks?) oraz o spisaniu praw.

### Rolnictwo, hodowla i rzemiosło
Ze względu na specyficzne warunki klimatyczne i geograficzne, na Wyżynie Tybetańskiej równorzędnie znaczenie miała uprawa roli i hodowla na dużą skalę. Determinowało to sposób życia mieszkańców, zależny również od pory roku i warunków naturalnych. Dzięki dobrze rozwiniętym technikom irygacyjnym na terenach wysokogórskich z sukcesem uprawiano jęczmień, pszenicę, grykę i fasolę. Wszystkie tybetańskie centra polityczno-kulturowe znajdowały się w pobliżu miejsc intensywnej wegetacji, a przypuszczalnie sukces dynastii Jarlung wiązał się z opanowaniem, na wcześniejszym etapie rozwoju, żyznej doliny rzeki Jarlung Canpo.
Podstawą tybetańskiej gospodarki była jednak hodowla. Stała ona na znacznie wyższym poziomie niż rolnictwo, a zwierzęciem któremu Tybetańczycy zawdzięczali przetrwanie w trudnych, górskich warunkach były jaki. Oprócz nich hodowano krzyżówki jaka z bydłem domowym, kozy, owce, świnie oraz konie.
W okresie przedpaństwowym Tybetańczycy rozwinęli znajdującą się na wysokim poziomie obróbkę metali. Wraz z przybyciem chińskiej księżniczki Wenczeng, na Wyżynę Tybetańską dotarła sztuka obróbki jedwabiu, produkcji papieru, szkła, alkoholu i herbaty.

## Religia

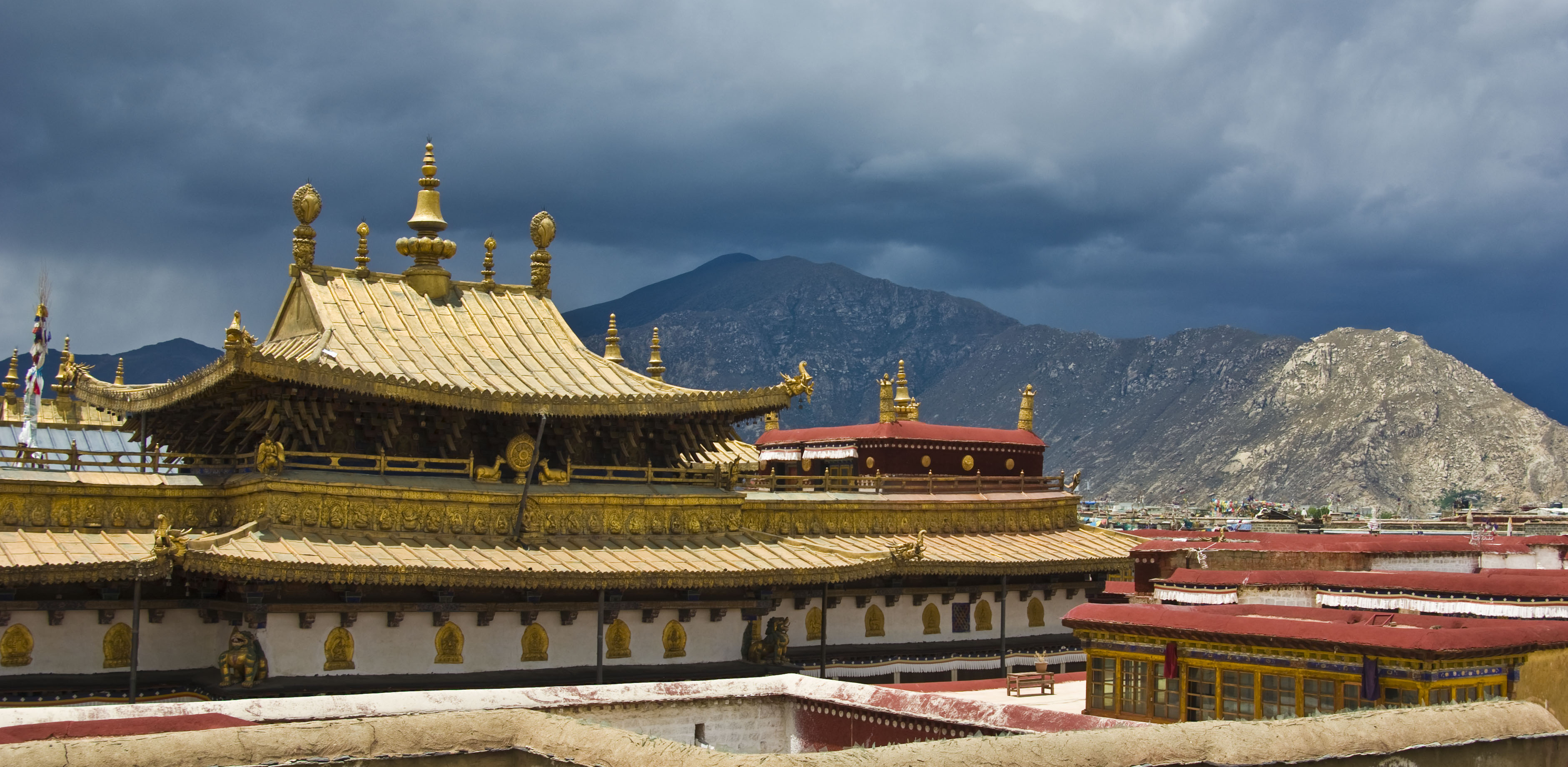
Dach świątyni Dżokang w Lhasie (647)

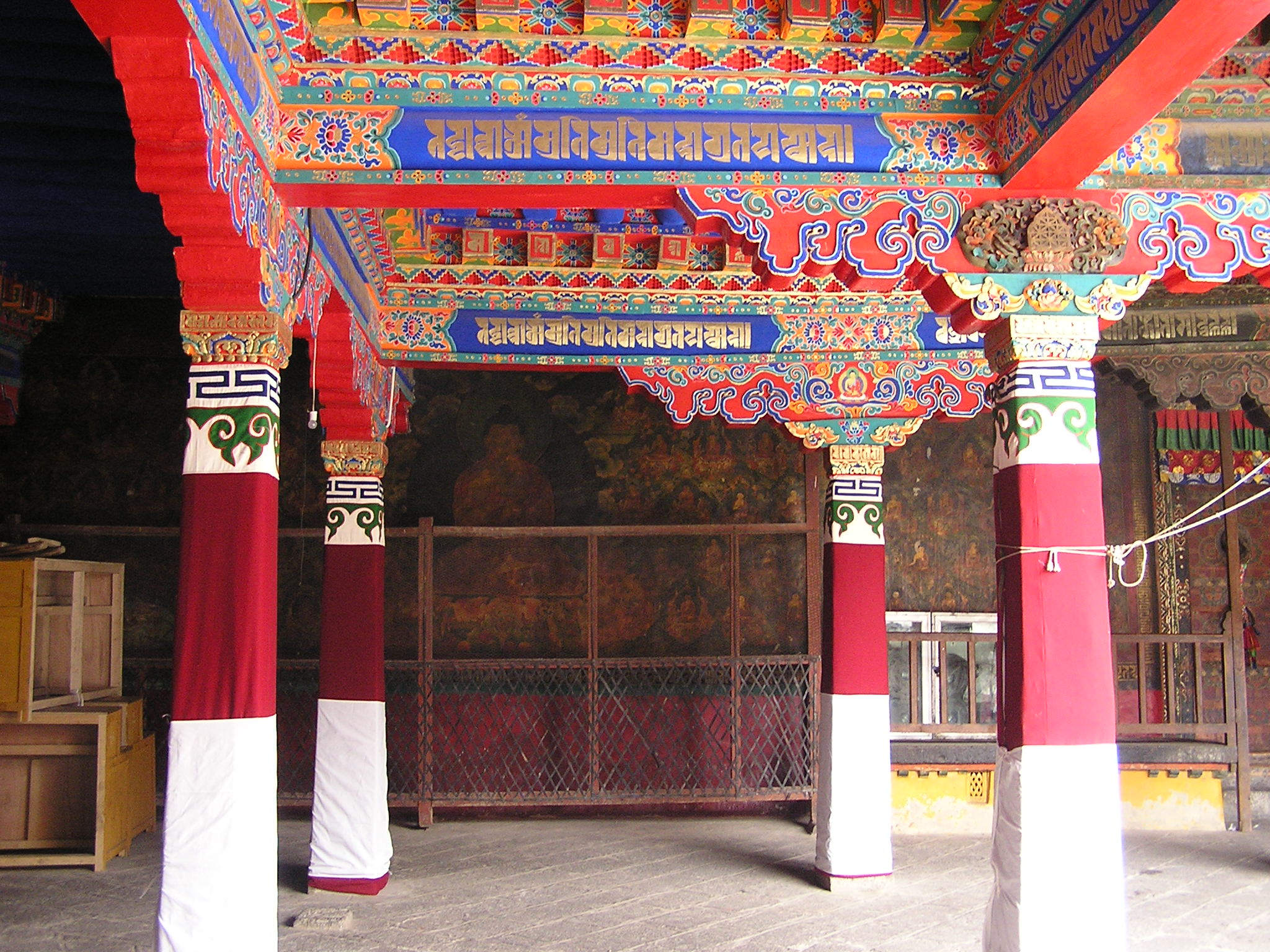
Kolumnada w Dżokang

Przed zasymilowaniem buddyzmu nie było oficjalnej tybetańskiej religii a jedynie wierzenia i obyczaje związane z różnymi wyobrażeniami o jakimś życiu po śmierci. Tutaj można przytoczyć wiarę, że każda osoba posiada duszę, zwaną "la", która ma przetrwać śmierć by dotrzeć w inny wymiar pośmiertny. Chociaż te wierzenia podobne są poniekąd z tym o czym mówi się w religii bön, nie znaczy to wcale, że tybetańską religią tamtego czasu był bön. Tybetańczycy mieli zaledwie niespójne wyobrażenia religijne, zwane wówczas "ciö" (Wylie: chos), które w największym skrócie można podzielić na rytualne posługi "wierzeń bogów" oraz "wierzenia ludzi" wychwalane przez laickich poetów i gawędziarzy.
Początki religii buddyjskiej w Tybecie sięgają rządów Songcen Gampo. Jednak tradycyjne wyobrażenie o tym władcy jako fundatorze licznych świątyń i klasztorów nie znajduje potwierdzenia w świadectwach kultury materialnej, co więcej pierwszy kryzys buddyzmu w Tybecie datowany jest wręcz na końcówkę jego rządów. Potwierdza to przypuszczenia, iż wprowadzenie nowej religii miało raczej charakter kulturotwórczy i polityczny, a także uprawdopodabnia informacje źródłowe, o silnym oporze miejscowej ludności, w tym możnowładztwa, niechętnych nowym wierzeniom.
Początkowo wpływ nowej religii ograniczał się zapewne do królewskiego dworu, a większość mnichów była pochodzenia indyjskiego lub chińskiego. Dwaj następcy wielkiego canpo nie wykazywali większego zainteresowania dharmą. Zmieniło się to dopiero za sprawą kolejnej chińskiej księżniczki na tybetańskim dworze, żony Tride Tsukcena Jincheng. Za jej sprawą mnisi-uchodźcy z Hoten znaleźli azyl w Tybecie, lecz pod pozorem przywleczenia epidemii w wyniku której zmarła ich dobrodziejka zostali wygnani w kilkanaście lat później. 
Dopiero za sprawą wielkiego Trisong Decena trwały rozwój nowej religii został zapewniony poprzez nadania ziemi i podatki. Budowano nowe świątynie i klasztory, a buddyzm został uznany za religię państwową. W tym czasie odbył się w Lhasie słynny sobór, który miał zdecydować o kontynuowaniu w Tybecie jednej z wielkich tradycji, chińskiej lub indyjskiej. Zwyciężyła ta druga, zapewne nie bez wpływu działań wojennych jakie państwo tybetańskie prowadziło w tym czasie z cesarskimi Chinami. Fakt, że Trisong Decen, pomimo preferowania nauk Buddy, kontynuował podbój zdobywając w tym czasie chińską stolicę, kładzie się cieniem na tradycyjnym wyobrażeniu, o wielkim wpływie jaki nowa religia miała wywierać na pierwszych władców.

### Kultura, sztuka i architektura
Tybetańska kultura od zawsze pozostawała pod znacznym wpływem religii. Późniejsze buddyjskie, traktaty historyczne informują o młodym arystokracie Thonmim Sambhocie (Thon-mi Anu-i bu Sambhota), który z grupą rówieśników został wysłany przez Songcen Gampo do Indii. Podróż miała na celu zaadaptowanie indyjskiego pisma do potrzeb języka tybetańskiego. Z ośmiu prac Samboty na temat gramatyki języka tybetańskiego do naszych czasów przetrwały dwie. Z początku pismo wykorzystywane było głównie w królewskiej kancelarii, a znaczny postęp na polu literatury poczynili Tybetańczycy dopiero wraz z rozwojem życia monastycznego. Dzięki mnichom przetłumaczono znakomitą ilość chińskich i indyjskich tekstów buddyjskich oraz rodzimych bön. 
Architektura tybetańska miała własne rodzime korzenie, wynikające z długiej, sięgającej czasów państwa Szangszung tradycji wznoszenia budynków obronnych. Ich pozostałością były strome grube mury świątyń i klasztorów, które w późniejszym okresie przybrały postać tzw. dzongów (połączenia klasztoru z twierdzą). Architektura sakralna tego okresu pozostawała jednak pod znacznym wpływem tradycji architektonicznej newarskich budowniczych, którzy przybyli do Tybetu wraz z nepalską małżonką Songcen Gampo Bhrikuti (budowa świątynię Dżokang). Natomiast klasztor Samje wzniesiony został na wzór indyjskiego Odantapuri w dzisiejszej prowincji Bihar, na planie mandali.